# Donja Dobra
Donja Dobra is een plaats in de gemeente Brod Moravice in de Kroatische provincie Primorje-Gorski Kotar. De plaats telt 190 inwoners (2001).